# Lista de jogadores da Seleção Neerlandesa de Futebol por ordem alfabética

## A
- Kees Aarts (1966)
- Law Adam (1930-1933)
- Wim Addicks (1923)
- Berry van Aerle (1987-1992)
- Ibrahim Afellay (2007-)
- Jan Akkersdijk (1908)
- Sjaak Alberts (1952)
- Wim Anderiesen (1926-1939)
- Henk Angenent (1957)
- Bram Appel (1948-1957)
- Peter Arntz (1975-1981)

## B
- Henri Baaij (1921)
- Charles Baar van Slangenburgh (1924-1925)
- Ryan Babel (2005-)
- Aad Bak (1956)
- Piet Bakers (1951)
- Bep Bakhuys (1928-1937)
- Luuk Balkestein (1980)
- Jaap Barendregt (1929)
- Marco van Basten (1983-1992)
- Jan van Beek (1907)
- Joop ter Beek (1924)
- Mario Been (1984)
- Reinier Beeuwkes (1905-1910)
- Georg Beijers (1919)
- Kees Bekker (1906-1908)
- Rinus Bennaars (1951-1963)
- Nol van Berckel (1910-1912)
- Dave van den Bergh (2004)
- Gerard 'Pummy' Bergholtz (1961-1967)
- Frank Berghuis (1989)
- Dennis Bergkamp (1990-2000)
- Ko Bergman (1937-1947)
- Harry van Beurden (1920)
- Max van Beurden (1953-1954)
- Jan van Beveren (1967-1977)
- Louis Biesbrouck (1950-1954)
- Arie Bieshaar (1920-1923)
- Arie Bijvoet (1913)
- Wim Bleijenberg (1953-1954)
- Danny Blind (1986-1996)
- Regi Blinker (1993-1994)
- Henk Blomvliet (1939)
- Hans Blume (1907)
- George Boateng (2001-2006)
- Charles de Bock (1936)
- Pieter Boelmans ter Spill (1907)
- Frank de Boer (1990-2004)
- Jan de Boer (1923-1924)
- Piet de Boer (1937)
- Ronald de Boer (1993-2003)
- Willem Boerdam (1909-1910)
- Peter Boeve (1982-1986)
- Winston Bogarde (1995-2000)
- Louis van den Bogert (1951-1953)
- Mark van Bommel (2000-)
- Otto Bonsema (1932-1939)
- Rein Boomsma (1905)
- Hans Boskamp (1952-1954)
- Jan Boskamp (1978)
- John Bosman (1986-1997)
- Leo Bosschart (1909-1920)
- Tinus Bosselaar (1955-1962)
- Henk 'Charley' Bosveld (1962-1964)
- Paul Bosvelt (2000-2004)
- Peter Bosz (1991-1995)
- Khalid Boulahrouz (2004-)
- Wilfred Bouma (2000-2005)
- Piet Bouman (1912-1914)
- Dries Boussatta (1998-1999)
- Joop Boutmy (1912-1914)
- Nico Bouvy (1912-1913)
- Frans Bouwmeester (1959-1968)
- Gerrit Bouwmeester (1912)
- Piet van Boxtel (1927-1928)
- Edson Braafheid (2009-)
- Joek Brandes (1949)
- Ernie Brandts (1977-1985)
- Jan van Breda Kolff (1911-1913)
- Klaas Breeuwer (1924)
- Henk Breitner (1930-1933)
- Hans van Breukelen (1980-1992)
- Bud Brocken (1983)
- Jan van den Broek (1927-1933)
- Willy Brokamp (1970-1973)
- Theo Brokmann (1919)
- John van den Brom (1990-1993)
- Giovanni van Bronckhorst (1996-)
- Wim Bronger (1912)
- Jan Brooijmans (1955-1956)
- Ad Brouwers (1969)
- Arnold Bruggink (2000)
- Sjel de Bruijckere (1954-1956)
- Sjaak de Bruin (1929-1930)
- Toon Brusselers (1955-1962)
- Frans de Bruyn Kops (1906-1908)
- Harry Brüll (1959)
- Henk van Buijtenen (1946)
- David Buitenweg (1921)
- Wout Buitenweg (1913-1928)
- Bertus Bul (1923-1926)
- Evert Bulder (1920)
- Jaap Bulder (1920-1923)
- Jeu van Bun (1947-1949)
- Joop Burgers (1965)
- Nico Buwalda (1914)

## C
- Bertus Caldenhove (1935-1940)
- Joop Campioni (1921)
- Leo Canjels (1959)
- Bart Carlier (1955-1957)
- Romeo Castelen (2004-2005)
- Cees ten Cate (1912)
- Lo la Chapelle (1907)
- Herman Choufour (1940)
- Mick Clavan (1948-1965)
- Tim de Cler (2005-)
- Phillip Cocu (1996-presente)
- Wietze Couperus (1970)
- Johan Cruijff (1966-1977)
- Jordi Cruijff (1996)

## D
- Wiggert van Daalen (1925)
- Edgar Davids (1994-2005)
- Jan van Deinsen (1980)
- Chris Dekker (1974)
- Hein Delsen (1921-1922)
- Romano Denneboom (2004)
- Jan van Diepenbeek (1933-1934)
- Manus van Diermen (1920-1921)
- Dick van Dijk (1969-1971)
- Gé van Dijk (1947-1948)
- Philip van Dijk (1910)
- Kees van Dijke (1925)
- Hennie Dijkstra (1939)
- Coen Dillen (1954-1957)
- Pim Doesburg (1967-1981)
- Wim van Dolder (1928-1929)
- Jan van Dort (1920)
- Iman Dozy (1907)
- Daaf Drok (1934-1940)
- Epi Drost (1969-1973)
- Guus Dräger (1939-1948)
- Toon Duijnhouwer (1933)
- Theo van Duivenbode (1968-1970)
- Willy Dullens (1966)
- Piet Dumortier (1938)
- Johnny Dusbaba (1977-1978)
- Harry Dénis (1919-1930)

## E
- Tonny van Ede (1953)
- Rene Eijkelkamp (1988-1995)
- Hans Eijkenbroek (1967-1970)
- Jan Elfring (1926-1928)
- Juul Ellerman (1989-1991)
- Herman van den Engel (1940)
- Orlando Engelaar (2007-)
- Han Engelsman (1948)
- Jo Eshuijs (1906)
- Jan Everse sr (1949)
- Jan Everse (1975)

## F
- Ernst Faber (1998)
- Constant Feith (1906-1912)
- Ber Felix (1919)
- Frits Flinkevleugel (1964-1967)
- Ok Formenoy (1924-1931)
- Gé Fortgens (1911-1912)
- Jacques Francken (1914)
- Mannes Francken (1906-1914)
- Piet Fransen (1964-1966)
- Bertus Freese (1928)
- Henk Fräser (1989-1992)
- André le Fèvre (1922-1925)

## G
- Barry van Galen (2004)
- Jean Paul van Gastel (1996-1999)
- Piet Geel (1955)
- Ruud Geels (1974-1981)
- Koos van Gelder (1926-1935)
- Jan van Gendt (1921-1922)
- Attie Gerritse (1929)
- Frans Geurtsen (1964)
- Leo Ghering (1927-1928)
- Jan Gielens (1925-1926)
- Piet Giesen (1963)
- Cor van der Gijp (1954-1961)
- Rene van der Gijp (1982-1987)
- Wim van der Gijp (1954)
- Hans Gillhaus (1987-1994)
- Karel Gleenewinkel Kamperdijk (1905)
- Ulrich van Gobbel (1993-1994)
- Ed de Goey (1992-1998)
- Lothar van Gogh (1907)
- Vic Gonsalves (1909-1910)
- Jan van Gorp (1967)
- Frits de Graaf (1950)
- Jaap van der Griend (1928-1929)
- Jaap Grobbe (1922)
- Maarten Grobbe (1928-1929)
- Appie Groen (1922-1926)
- Wim Groenendijk (1930)
- Piet Groeneveld (1951)
- Ber Groosjohan (1920-1924)
- Henk Groot (1960-1969)
- Huug de Groot (1912-1914)
- Wim Groskamp (1908)
- Gerard Gruisen (1953-1954)
- Ruud Gullit (1981-1994)
- Wim Gupffert (1919-1921)
- Just Göbel (1911-1919)

## H
- Guus Haak (1962-1965)
- Jur Haak (1912-1913)
- Arie Haan (1972-1980)
- Theo 'Rieks' de Haas (1923-1926)
- Chiel Haenen (1964)
- Tonny van Haeren (1926)
- Jan Halle (1929)
- Leo Halle (1928-1937)
- Willem van Hanegem (1968-1979)
- Bertus de Harder (1938-1955)
- Cor van der Hart (1955-1961)
- Jerrel Hasselbaink (1998-2002)
- Jan Hassink (1926)
- Guus van Hecking Colenbrander (1908)
- Puck van Heel (1925-1938)
- Lulolf Heetjans (1937)
- Joop van der Heide (1940)
- Evert van der Heijden (1929-1931)
- Dolf Heijnen (1923)
- Harry Heijnen (1966)
- John Heijning (1907-1912)
- Karel Heijting (1907-1910)
- John Heitinga (2004-)
- Glenn Helder (1995)
- Barend van Hemert (1914)
- Wim Hendriks (1952-1953)
- Max Henny (1907)
- Willem Hesselink (1905)
- Felix von Heyden (1920)
- Joop Hiele (1980-1991)
- Marc van Hintum (1998-2001)
- Hans van der Hoek (1953-1954)
- Oeki Hoekema (1971)
- Andre Hoekstra (1984)
- Peter Hoekstra (1996)
- Cor van der Hoeven (1950)
- Wim Hofkens (1983-1989)
- Kevin Hofland (2000-2004)
- Germ Hofma (1950)
- Rene Hofman (1982)
- Nick Hofs (2006)
- Dick Hollander (1964)
- Jan Holleman (1946)
- Frans Hombörg (1929)
- Ben Hoogstede (1921)
- Pierre van Hooijdonk (1994-2004)
- Henk Hordijk (1919-1922)
- Gerrit Horsten (1924-1928)
- Martin Houtkooper (1919)
- Peter Houtman (1983-1985)
- Henk Houwaart (1969)
- Jo van den Hoven (1937)
- Hugo Hovenkamp (1976-1983)
- Cor Huibregts (1950)
- Pieter Huistra (1988-1991)
- Barry Hulshoff (1971-1973)
- Gerrit Hulsman (1921-1923)
- Klaas-Jan Huntelaar (2006-)
- Arnold Hörburger (1910-1912)

## I
- Cees van Ierssel (1973-1974)
- Rinus Israel (1964-1974)

## J
- Kew Jaliens (2006)
- Nico Jansen (1975)
- Wim Jansen (1967-1980)
- Willem Janssen (1907)
- Willy Janssen (1981)
- Jan Jeuring (1971-1973)
- Collins John (2004)
- Martin Jol (1980-1981)
- Jan Jole (1923)
- Aad de Jong (1950-1952)
- Jerry de Jong (1990-1991)
- Nigel de Jong (2004-)
- Theo de Jong (1972-1974)
- Jan Jongbloed (1962-1978)
- Wim Jonk (1992-1999)
- Jos Jonker (1980-1981)
- Herman Jurgens (1908)

## K
- Gerrit Keizer (1934)
- Piet Keizer (1962-1974)
- Peter Kemper (1964-1967)
- René van de Kerkhof (1973-1982)
- Willy van de Kerkhof (1974-1985)
- Pierre Kerkhoffs (1960-1965)
- Gerard Kerkum (1960)
- Boelie Kessler (1919-1922)
- Dolf Kessler (1905-1906)
- Dé Kessler (1909-1922)
- Tonny Kessler (1907-1913)
- Hans van Kesteren (1929)
- Wim Kieft (1981-1993)
- Kees Kist (1975-1980)
- Jan Klaassens (1953-1963)
- Jan Klijnjan (1967-1972)
- Frans van der Klink (1950)
- Eb van der Kluft (1921-1923)
- Jo Kluin (1928)
- Patrick Kluivert (1994-2004)
- Johan de Kock (1993-1997)
- Erwin Koeman (1983-1994)
- Martin Koeman (1964)
- Ronald Koeman (1983-1994)
- Wim Koevermans (1988)
- Jan Kok (1908)
- Dolf van Kol (1925-1931)
- Bert Konterman (1999-2000)
- Jurrie Koolhof (1982-1983)
- Cor Kools (1928-1930)
- Adriaan Koonings (1924)
- Coy Koopal (1956)
- Adick Koot (1988-1989)
- Cees van Kooten (1981-1983)
- Michel van de Korput (1979-1985)
- Bok de Korver (1905-1913)
- Adri Koster (1978)
- Piet Kraak (1946-1959)
- Adri van Kraay (1975-1979)
- Hans Kraay sr. (1957-1964)
- Jan de Kreek (1930)
- Michel Kreek (1995)
- Reinier Kreijermaat (1961)
- Kees Krijgh jr (1975)
- Kees Krijgh sr (1948-1950)
- Ruud Krol (1969-1983)
- Peer Krom (1923-1928)
- Jan Kromkamp (2004-2005)
- Andre de Kruijff (1921)
- Piet Kruiver (1957-1965)
- Hendrie Krüzen (1987-1989)
- Kees Kuijs (1955-1962)
- Dirk Kuyt (2004-)
- Piet van der Kuil (1952-1962)
- Frits Kuipers (1920-1923)
- Harry Kuneman (1908)
- Jampie Kuneman (1951)
- Gerard Kuppen (1937-1946)
- Willy van der Kuijlen (1966-1977)
- Therus Küchlin (1925-1926)

## L
- Martin Laamers (1989-1990)
- Piet Lagarde (1962)
- Wim Lagendaal (1930-1935)
- Heimen Lagerwaard (1953)
- Wim Lakenberg (1947)
- Gep Landaal (1929-1930)
- Wim Landman (1952-1956)
- Denny Landzaat (2001-2005)
- Joop Lankhaar (1987)
- Theo Laseroms (1965-1970)
- Bart Latuheru (1989)
- Huub de Leeuw (1929)
- Henk van Leeuwen (1978)
- Tonny van Leeuwen (1967)
- Herman Legger (1921-1922)
- Miel van Leijden (1910)
- Anton Lens (1906)
- Abe Lenstra (1940-1959)
- Gerard van Leur (1938)
- Feike Lietzen (1922)
- Henk van der Linden (1946-1947)
- Tonny van der Linden (1957-1963)
- Tsjeu La Ling (1977-1982)
- Evert van Linge (1919-1926)
- Willy Lippens (1971)
- John van Loen (1985-1990)
- Ton Lokhof (1984-1985)
- Herman van Loon (1929)
- Dirk Lotsy (1905-1914)
- Frits Louer (1952-1954)
- Harry Lubse (1975)
- Theo Lucius (2005)
- Eric van der Luer (1995)
- Klaas Lugthart (1952)
- Cor Luiten (1953-1954)
- Charles Lungen (1937)
- Guus Lutjens (1905-1911)

## M
- Dick MacNeill (1920)
- Hedwiges Maduro (2005-2006)
- Roy Makaay (1996-2005)
- Adri van Male (1932-1940)
- Dirk Marcellis (2008-)
- Joris Mathijsen (2004-)
- Aad Mansveld (1972-1973)
- Bert van Marwijk (1975)
- Pierre Massy (1926-1928)
- Martijn Meerdink (2006)
- Erik Meijer (1993)
- Hennie Meijer (1987)
- Pauke Meijers (1953)
- Mario Melchiot (2000-2005)
- Noud van Melis (1950-1957)
- David Mendes da Silva (2007-)
- Stanley Menzo (1989-1992)
- Sjef Mertens (1950)
- Peter van de Merwe (1962)
- Ferry Mesman (1950)
- Edward Metgod (1982)
- John Metgod (1978-1983)
- Gejus van der Meulen (1924-1934)
- Wim Meutstege (1976)
- Andy van der Meyde (2002-2004)
- Niek Michel (1940)
- Rinus Michels (1950-1954)
- Toine van Mierlo (1980)
- Humphrey Mijnals (1960)
- Kees Mijnders (1934-1938)
- Oscar Moens (1998-2001)
- Jaap Mol (1931-1934)
- Keje Molenaar (1980-1981)
- Michael Mols (1995-1999)
- Harry Mommers (1920)
- Jo Mommers (1952)
- Coen Moulijn (1956-1969)
- Gerrie Mühren (1969-1973)
- Evert Mul (1936)
- Jan Mulder (1967-1970)
- Youri Mulder (1994-1999)
- Eef Mulders (1971)
- Henk Mulders (1930-1933)
- Bennie Muller (1960-1968)
- Henk Muller (1906)
- Frans de Munck (1949-1960)
- Miel Mundt (1908-1909)
- Hennie Möring (1947-1949)
- Arnold Mühren (1978-1988)

## N
- Dolf van der Nagel (1914)
- Gerrit Nagels (1928-1933)
- Dick Nanninga (1978-1981)
- Jan de Natris (1920-1925)
- Hennie van Nee (1964-1965)
- Johan Neeskens (1970-1981)
- Joop van Nellen (1928-1937)
- Eddy de Neve (1905-1906)
- Kees van Nieuwenhuizen (1909)
- Ruud van Nistelrooy (1998-2008)
- Jan Noorduijn (1914)
- Jan Notermans (1956-1960)
- Rene Notten (1974-1975)
- Arthur Numan (1992-2002)
- Klaas Nuninga (1963-1967)
- Cor van Nus (1926)

## O
- Joop Odenthal (1951-1956)
- Cock Oldenburg (1926)
- André Ooijer (1998-)
- Jan Oosthoek (1924)
- Barry Opdam (2005-2006)
- Edo Ophof (1981-1985)
- Toon Oprinsen (1934)
- Lou Otten (1907-1911)
- Heini Otto (1975)
- Niels Oude Kamphuis (2001)
- Piet Ouderland (1962-1963)
- Piet van Overbeek (1949)
- Louis Overbeeke (1953-1954)
- Marc Overmars (1993-2004)
- Niels Overweg (1975)

## P
- Bas Paauwe (1932-1946)
- Jaap Paauwe (1931-1932)
- Patrick Paauwe (2000-2002)
- Theo Pahlplatz (1967-1972)
- Marcel Peeper (1990)
- Henk Pellikaan (1932-1946)
- Fons Pelser (1921-1922)
- Herman Peltzer (1909)
- Robin van Persie (2004-)
- Jan H Peters (1979)
- Jan Peters (1974-1982)
- Peet Petersen (1962-1963)
- Ferry Petersson (1962)
- Frans Petit (1922)
- Eddy Pieters Graafland (1957-1967)
- Kees Pijl (1924-1926)
- Miel Pijs (1965-1968)
- Frans van der Poel (1923)
- Jan Poortvliet (1978-1982)
- Jan Potharst (1946-1950)
- Jan Poulus (1940)
- Co Prins (1960-1965)
- Tonny Pronk (1961-1969)
- Piet Punt (1937)

## Q
- Willy Quadackers (1964)
- Kees Quax (1926)

## R
- Herman van Raalte (1948)
- Oscar van Rappard (1920)
- Rob Reekers (1988-1989)
- Jops Reeman (1908)
- Piet van Reenen (1930-1933)
- Michael Reiziger (1994-2004)
- Jan Renders (1959-1962)
- Rob Rensenbrink (1968-1979)
- Toine van Renterghem (1906-1907)
- John Rep (1973-1981)
- Peter Ressel (1974)
- Martijn Reuser (1998)
- Fernando Ricksen (2000-2003)
- Frank Rijkaard (1981-1994)
- Nico Rijnders (1969-1970)
- Henk van Rijnsoever (1975)
- Wim Rijsbergen (1974-1978)
- Kees Rijvers (1946-1960)
- Arjen Robben (2003-)
- Harry Rodermond (1921-1922)
- Eduard van Roessel (1920)
- Jan van Roessel (1949-1955)
- Wim Roetert (1923)
- Sjaak Roggeveen (1969)
- Piet Romeijn (1967-1968)
- Wim Roosen (1946-1947)
- Andre Roosenburg (1948-1955)
- Bryan Roy (1989-1995)
- Cas Ruffelse (1907-1920)
- Eef Ruisch (1926-1928)
- Jan Ruiter (1976)
- Sjef van Run (1931-1935)
- Graem Rutjes (1989-1991)
- Fred Rutten (1988)

## S
- Marius Sandberg (1926)
- Edwin van der Sar (1995-2008)
- Dre Saris (1949)
- Rinus Schaap (1948-1956)
- Stijn Schaars (2006-)
- Cees Schapendonk (1981)
- Dolf Scheeffer (1927)
- Theo Schetters (1927)
- Jan van Schijndel (1949-1955)
- Henk Schijvenaar (1947-1951)
- Jan Schindeler (1925)
- John van 't Schip (1986-1995)
- Frits Schipper (1928)
- Dick Schneider (1972-1974)
- Arend Schoemaker (1933)
- Jan Schoemaker (1906)
- Dick Schoenaker (1978-1985)
- Joost Schot (1922)
- Henk Schouten (1955-1961)
- Harry Schreurs (1928)
- Daan Schrijvers (1962-1967)
- Piet Schrijvers (1971-1984)
- Jan Schrumpf (1950)
- Jan Schubert (1939)
- Carol Schuurman (1958-1961)
- Clarence Seedorf (1994-2004)
- Guus de Seriere (1911-1912)
- Dick Sigmond (1923-1927)
- Victor Sikora (2001-2002)
- Sonny Silooy (1983-1993)
- Siebolt Sissingh (1921)
- Kees Slot (1940)
- Jan van der Sluis (1912)
- Piet van der Sluis (1949-1950)
- Felix Smeets (1927-1929)
- Kick Smit (1934-1946)
- Wesley Sneijder (2003-)
- Theo Snelders (1989)
- Edu Snethlage (1907-1909)
- Dick Snoek (1950-1951)
- Albert Snouck Hurgronje (1924-1925)
- Frits Soetekouw (1962)
- Ed Sol (1908-1909)
- Jos van Son (1923)
- Sjo Soons (1922)
- Henk van Spaandonck (1937-1940)
- Piet Spel (1948)
- Ronald Spelbos (1980-1987)
- Bob Stam (1939-1940)
- Jaap Stam (1996-2004)
- Henk Steeman (1919-1925)
- Frans Steenbergen (1949)
- Piet Steenbergen (1950-1955)
- Lieuwe Steiger (1953-1954)
- Maarten Stekelenburg (2004-)
- Noud Stempels (1908)
- Huub Stevens (1979-1985)
- Piet Stevens (1921)
- Ko Stijger (1940-1946)
- Joop Stoffelen (1947-1950)
- Peet Stol (1905)
- Ben Stom (1905-1908)
- Pleun Strik (1969-1974)
- Gerrie Stroker (1947)
- Edward Sturing (1989-1990)
- Wim Suurbier (1966-1978)
- Wilbert Suvrijn (1986-1988)
- Sjaak Swart (1960-1972)

## T
- Simon Tahamata (1979-1986)
- Jeffrey Talan (1998-2000)
- Gerard Tap (1928)
- Wim Tap (1925-1931)
- Gaston Taument (1992-1996)
- Frans Tebak (1952-1954)
- Piet Tekelenburg (1919)
- Rinus Terlouw (1948-1954)
- Hans Tetzner (1923-1925)
- Max Tetzner (1921-1922)
- Frans Thijssen (1975-1981)
- Jan Thomée (1907-1912)
- Adri van Tiggelen (1983-1992)
- Henk van Tilburg (1921-1922)
- Henk Timmer (2005-)
- Theo Timmermans (1949-1957)
- Pier Tol (1980-1982)
- Eddy Treijtel (1969-1976)
- Sjaak Troost (1987-1988)
- Orlando Trustfull (1995)
- Cock van der Tuyn (1948-1952)

## V
- Rafael van der Vaart (2001-)
- Stan Valckx (1990-1996)
- Michel Valke (1979-1986)
- Piet Valkenburg (1912)
- Gerald Vanenburg (1982-1992)
- Frans van der Veen (1938-1940)
- Wietze Veenstra (1968-1970)
- Cor Veldhoen (1961-1967)
- John Veldman (1996)
- Jan Vennegoor of Hesselink (2000-2005)
- Hans Venneker (1971-1972)
- Leen Vente (1933-1940)
- Lambert Verdonk (1964)
- Frank Verlaat (1995)
- Antoon "Rat" Verlegh (1920-1927)
- Arie Vermeer (1946)
- Henk Vermetten (1924-1930)
- Pierre Vermeulen (1978-1983)
- Ben Verweij (1919-1924)
- Ferdi Vierklau (1996-1997)
- Jan Villerius (1962)
- Marciano Vink (1991)
- Ferry van der Vinne (1906-1907)
- Rens Vis (1926)
- Eric Viscaal (1992)
- Gerrit Visser (1924-1925)
- Ron Vlaar (2005)
- Gerrit Vogels (1956)
- Wim Volkers (1924-1932)
- Michel Vorm (2008-)
- Jan Vos (1912-1914)
- Willy de Vos (1905)
- Bobby Vosmaer (1975)
- Peter van Vossen (1992-2000)
- Manus Vrauwdeunt (1937)
- Martien Vreijsen (1980)
- Henk Vriens (1963)
- Ab de Vries (1940)
- Piet de Vries (1959)
- Arie de Vroet (1938-1949)
- Heinz Vroomen (1940)
- Edwin Vurens (1995)
- Edwin Van der Sar  (1994-2008)

## W
- Chris Waldner (1921)
- Henk Wamsteker (1925-1929)
- Henk Warnas (1967-1968)
- Ronald Waterreus (2001-2004)
- Jaap Weber (1927-1928)
- Mauk Weber (1931-1938)
- Caius Welcker (1907-1911)
- Frank Wels (1931-1938)
- Henk Wery (1967-1973)
- Sander Westerveld (1999-2001)
- Willy Westra van Holthe (1913-1914)
- Gregory van der Wiel (2009-)
- Roel Wiersma (1954-1962)
- Bram Wiertz (1951-1952)
- Ben Wijnstekers (1979-1985)
- David Wijnveldt (1912-1914)
- Cor Wilders (1937-1946)
- Piet Wildschut (1978-1982)
- Koos van der Wildt (1929-1930)
- Faas Wilkes (1946-1961)
- Joop Wille (1940)
- Aron Winter (1987-2000)
- Fons van Wissen (1957-1964)
- Rob de Wit (1985-1986)
- Richard Witschge (1990-2000)
- Rob Witschge (1989-1995)
- John de Wolf (1987-1994)
- Nico de Wolf (1910-1913)
- Piet van der Wolk (1910-1919)
- Kees van Wonderen (1998-1999)
- Jan Wouters (1982-1994)

## Y
- Ugur Yildirim (2005)

## Z
- Kees van der Zalm (1927-1929)
- Boudewijn Zenden (1997-2004)
- Demy de Zeeuw (2007-)
- Piet de Zoete (1966-1967)
- Romeo Zondervan (1981)
- Johan Zuidema (1975)
- Willy van Zwieteren (1929)